# Рахмангулов Андрій Зіракович
Андр́ій З́іракович Рахманѓулов (20 вересня 1960, Миколаїв) — український шахіст, міжнародний майстер, заслужений тренер України із шахів.

## Біографія
Андрій Рахмангулов міжнародний майстер із шахів, заслужений тренер України, один із засновників Федерації шахів Миколаївської області.
Син шахіста Зірака Ісмаїловича Рахмангулова — засновника відомої шахової династії. Щиро закоханий у шахи, Зірак Рахмангулов прищепив любов до цієї гри своєму 14-річному синові Андрію, який на той час серйозно займався боксом. Згодом Андрій Рахмангулов став міжнародним майстром і присвятив себе тренерській діяльності.
Як тренер, він виховав низку гросмейстерів і майстрів спорту, переможців та призерів змагань світового, континентального та національного рівня. За вагомий внесок у розвиток шахів удостоєний звання «Заслужений тренер України».
Шестиразовий чемпіон Миколаївської області з шахів (1982, 1983, 1988, 1994, 1996, 1997).
Багаторазовий учасник чемпіонатів України, де його найкращим результатом був поділ 1—5 місць (5-те місце за додатковим показником) у 1999 році.
Андрій Рахмангулов — батько Анастасії Рахмангулової, чемпіонки України із шахів (2015), гросмейстерки серед жінок. Його дружина — Юлія Сергіївна Рахмангулова, а також син — Денис Андрійович Рахмангулов — є тренерами з шахів, кандидати в майстри спорту.

## Турнірні результати

### Результати виступів у чемпіонатах України
Андрій Рахмангулов зіграв у шести фінальних турнірах чемпіонатів України, набравши загалом 30 очок з 58 можливих (+20-18-20).
| Рік  | Місто           | Турнір                 | + | − | = | Результат | Місце |
| ---- | --------------- | ---------------------- | - | - | - | --------- | ----- |
| 1983 | Мелітополь      | 52-й чемпіонат України | 2 | 2 | 5 | 4½ з 9    | 23—33 |
| 1991 | Сімферополь     | 60-й чемпіонат України | 1 | 5 | 7 | 4½ з 13   | 13    |
| 1995 | Дніпропетровськ | 64-й чемпіонат України | 3 | 5 | 1 | 3½ з 9    | 41—47 |
| 1999 | Алушта          | 68-й чемпіонат України | 5 | 1 | 3 | 6½ з 9    | 5     |
| 2000 | Севастополь     | 69-й чемпіонат України | 4 | 3 | 2 | 5 з 9     | 32—52 |
| 2002 | Алушта          | 71-й чемпіонат України | 5 | 2 | 2 | 6 з 9     | 7—14  |

### Інші турніри
| Рік  | Місто     | Турнір             | + | − | = | Результат | Місце |
| ---- | --------- | ------------------ | - | - | - | --------- | ----- |
| 1993 | Миколаїв  | Зональний турнір   | 4 | 4 | 3 | 5½ з 11   | 11—18 |
| 1995 | Миколаїв  | Зональний турнір   | 4 | 4 | 3 | 5½ з 11   | 14—20 |
| 1997 | Волгоград | Міжнародний турнір | 4 | 2 | 7 | 7½ з 11   | 4—5   |